# Bão Jebi (2018)
Bão Jebi (được biết đến ở Philippines dưới tên Bão Maymay) là một cơn bão cấp 5 mạnh đã giết chết 17 người. Jebi ảnh hưởng đến quần đảo Mariana, Đài Loan, Nhật Bản và vùng Viễn Đông của Nga. Jebi hình thành như cơn bão thứ mười hai mùa bão hàng năm vào ngày 28 tháng 8. Nó đã nhanh chóng mạnh lên thành một cơn bão vào ngày hôm sau và đạt tới cường độ đỉnh vào ngày 31 tháng 8 sau khi ập qua Quần đảo Bắc Mariana. Jebi bắt đầu suy yếu chậm vào ngày 2 tháng 9 và đổ bộ lên Shikoku và sau đó là vùng Kansai của Nhật Bản như một cơn bão mạnh vào ngày 4 tháng 9.

## Lịch sử khí tượng
Một vùng áp thấp được hình thành gần quần đảo Marshall vào đầu ngày 25 tháng 8. Nó vẫn không có trung tâm lưu thông cấp thấp (LLCC) vào ngày hôm sau, tuy nhiên, hệ thống phát triển thêm vào ngày 27 tháng 8 rằng cả Cơ quan Khí tượng Nhật Bản (JMA) và Trung tâm Cảnh báo Typhoon đã nâng cấp nó lên một áp thấp nhiệt đới, dựa trên dòng đối lưu sâu bền vững thành một LLCC hợp nhất. Đầu ngày 28 tháng 8, hệ thống này được nâng cấp thành một cơn bão nhiệt đới với tên quốc tế là Jebi do JMA cung cấp.
Vào ngày 4 tháng 9, Jebi đổ bộ vào khu vực phía nam của tỉnh Tokushima vào khoảng 12:00 JST (03:00 UTC), vượt qua vịnh Osaka, tiếp tục di chuyển vào thành phố Kobe, tỉnh Hyōgo vào khoảng 14:00 JST (05:00 UTC), và cuối cùng xuất hiện trên Biển Nhật Bản ngay sau 15:00 JST (06:00 UTC).
Cơn bão cuối cùng đã di chuyển vào Biển Nhật Bản ngay sau 15:00 JST (06:00 UTC). Vào ngày 5 tháng 9, sau khi JTWC đưa ra cảnh báo cuối cùng lúc 00:00 JST (15:00 UTC), Jebi đã bị hạ cấp xuống mức bão nhiệt đới lúc 03:00 JST (18:00 UTC) khi nó nằm gần bán đảo Shakotan của Hokkaido. Cơn bão hoàn toàn biến thành một cơn bão nhiệt đới ngoài khơi bờ biển Primorsky Krai, Nga ngay trước 09:00 JST (00:00 UTC). Sau đó, nó di chuyển vào đất liền. Địa hình của Khabarovsk Krai góp phần vào xu hướng suy yếu dần dần khi hệ thống di chuyển vào nội địa về phía tây bắc và sau đó về phía bắc. Tàn dư của Jebi tiếp tục đi về phía bắc và sau đó quay về phía đông bắc, trước khi tiêu tan vào sáng sớm ngày 9 tháng 9 trên Bắc Băng Dương.

## Tác động

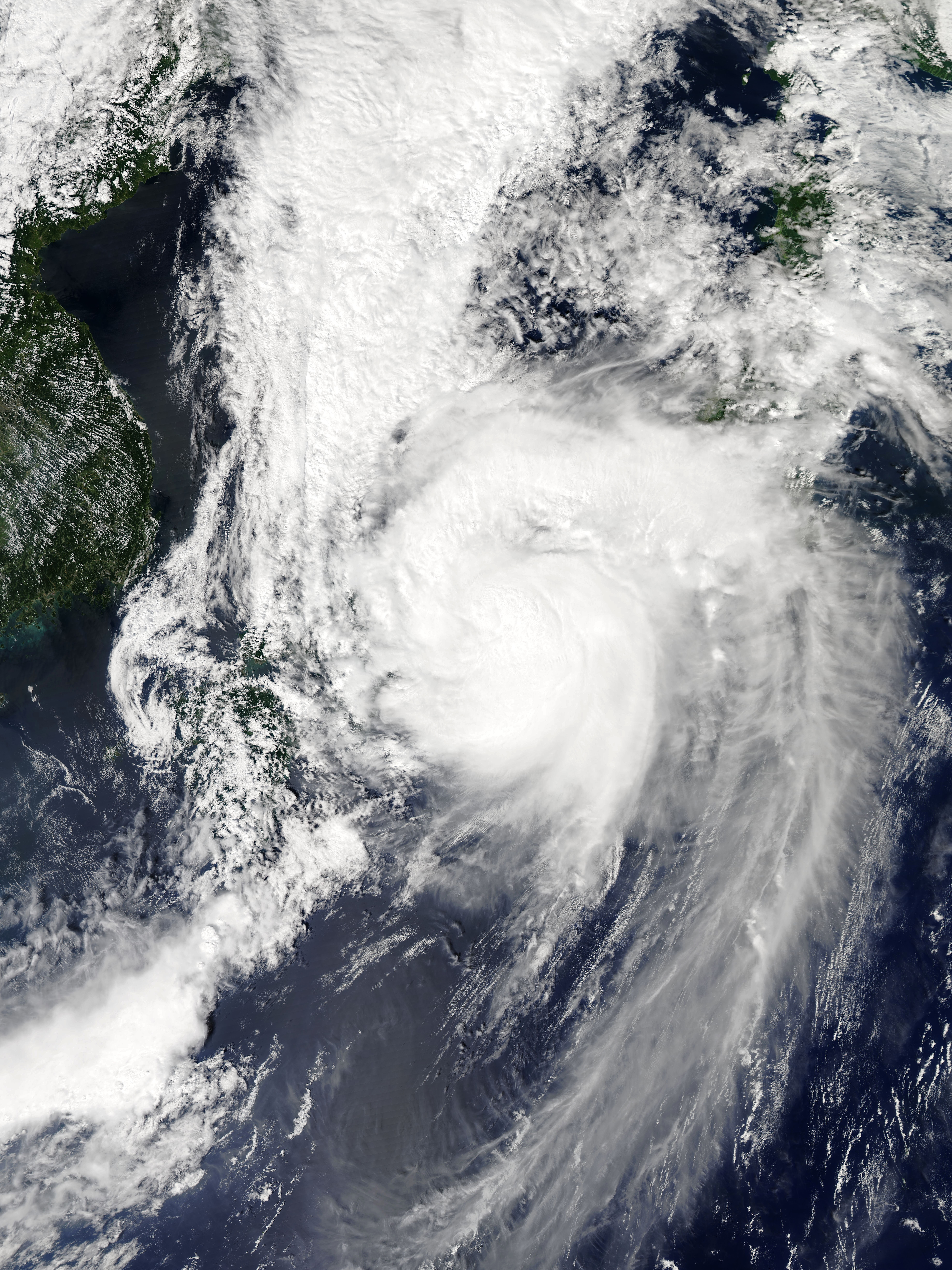
Bão Jebi trên Vịnh Osaka vào ngày 4 tháng 9

### Đài Loan
Bão Jebi đã mang gây ra biển động và sóng mạnh đến bờ biển phía đông của Đài Loan vào ngày 2 và 3 tháng 9 khi nó đổi hướng lên phía đông bắc của quần đảo Ryukyu. Vào ngày 2 tháng 9, tại bãi biển Mystery ở thị xã Nam Áo, Nghi Lan, những sự cố chết người liên quan đến sóng độc đã được báo cáo vào ngày 2 tháng 9, gây ra 4 người chết và 1 người mất tích; một người chết cũng xảy ra tại bãi biển Neipi ở thị trấn Tô Áo. Vào sáng hôm sau, cũng tại bãi biển Nội Bi, một phụ nữ trung niên cũng bị cuốn trôi bởi những con sóng mạnh; Tuy nhiên, đã được báo cáo rằng người này cố tình đi về phía biển, và được cho là một hành động tự tử. 

### Nhật Bản
Bão Jebi, một trong những cơn bão nhiệt đới mạnh nhất đã đổ bộ vào Nhật Bản trong 25 năm qua gây thiệt hại nặng nề ở vùng Kansai. Vào ngày 4 tháng 9, Jebi yếu đi nhưng vẫn đổ bộ với sức gió rất mạnh lên khu vực phía nam của tỉnh Tokushima vào khoảng 12:00 JST (03:00 UTC) trước khi di chuyển qua vịnh Osaka và làm ảnh hưởng Kobe, tỉnh Hyōgo vào khoảng 14:00 JST (05:00 UTC). Osaka bị ảnh hưởng nặng nề với tốc độ gió tối đa 209 km/h tại sân bay quốc tế Kansai và 171 km/h tại trạm thời tiết Osaka, nơi áp suất tối thiểu (962 hPa) - thấp nhất kể từ năm 1961 (kỷ lục 937 mb (Siêu bão Nancy). Ít nhất 2 người chết và 128 người bị thương trong khu vực đã được báo cáo. Sân bay quốc tế Kansai, một trong những trung tâm quan trọng nhất ở Nhật Bản, đã hoàn toàn bị đóng cửa do bị ngập. Một tàu chở nhiên liệu đâm vào Sky Gate Bridge R, cây cầu duy nhất nối liền sân bay với đất liền đã gây ảnh hưởng nghiêm trọng, cắt đường nối tới sân bay và khiến hơn 3.000 du khách và nhân viên kẹt lại ở đó. Cơn bão đã làm cho hệ thống tàu điện bị trì trệ nghiêm trọng JR West khi làm lụt đường ray và khiến nó ngừng hoạt động. Universal Studios Japan nổi tiếng của Osaka cũng bị đóng cửa do cơn bão. Kyoto cũng chịu ảnh hưởng nặng nề, ở Kyoto Station mái nhà bằng kính đã rơi xuống lối thoát chính suýt trúng một số người. Công viên Universal Studios Japan mang tính biểu tượng của Osaka cũng đã đóng cửa. Wakayama cũng ghi nhận một cơn gió mạnh nhất là 207 km/h. Bão Jebi sau đó di chuyển qua Kyoto, nơi đã tàn phá nhiều hơn. Nhiều đền thờ đã bị đóng cửa trong suốt thời gian bão. Ga Kyoto bị rất nhiều thiệt hại, kính phía trên bao gồm lối ra trung tâm, các cửa hàng và khách sạn bị vỡ.